# Județul Durostor (interbelic)
Județul Durostor a fost o unitate administrativă de ordinul întâi din Regatul României, aflată în regiunea istorică Dobrogea. Reședința județului era orașul Silistra.

## Întindere

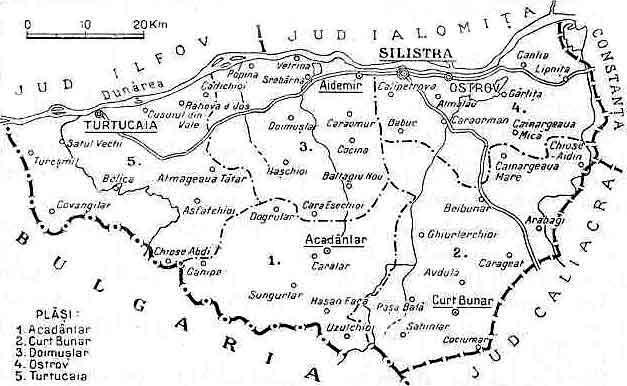
Harta județului, cu dispunerea și denumirea plășilor, în anul 1938.

Județul se afla în partea sud-estică a României Mari, în regiunea Dobrogea de Sud, cunoscută sub numele de Cadrilater. Actualmente teritoriul fostului județ este parte integrantă a Bulgariei, formând Regiunea Silistra, mai puțin estul județului, care făcea parte din plasa Silistra și care a rămas în componența teritoriului României. Este vorba despre teritoriul din jurul actualei comune Ostrov din județul Constanța. Se învecina la nord cu județele Ilfov și Ialomița, la est cu județele Constanța și Caliacra, iar la sud cu Bulgaria.

## Istoric
Ca urmare a implicării României împotriva Bulgariei în cel de-al Doilea Război Balcanic, partea Cadrilaterului la nord de linia Turtucaia–Balcic este anexată de România în 1913, în ciuda criticilor unei părți a opoziției politice (de exemplu socialistul Constantin Dobrogeanu-Gherea), care aprecia că acest act îi va crea României un nou și înverșunat inamic pe mai bine de 600 km de frontieră pe flancul sudic, acolo unde, până atunci, avea o țară prietenă a cărei independență fusese obținută simultan cu a sa în același război.
După anexarea Cadrilaterului la România, în același an este înființat județul Durostor, cu reședința în orașul Silistra, pe teritoriile recent anexate de România, la care s-a adăugat și zona Ostrov, pe care România o deținea din 1878. Județul Durostor, împreună cu restul Cadrilaterului, au rămas în componența României până în 1940, când prin Tratatul de la Craiova din 7 septembrie este restituit Bulgariei ca urmare indirectă a presiunilor politice germane asupra guvernului român. Tot atunci, zona Ostrov a revenit la județul Constanța. În timpul dictaturii carliste, județul a făcut parte din ținutul Mării.

## Organizare
Reședința județului (ca și astăzi) era orașul Silistra (sau Dârstor), iar celelalte orașe erau Ostrov și Turtucaia. Teritoriul județului era împărțit în cinci plăși:
1. Plasa Accadânlar (cu 48 de sate),
2. Plasa Curtbunar (cu 41 de sate),
3. Plasa Silistra sau Doimușlar (cu 33 de sate),
4. Plasa Turtucaia (cu 43 de sate) și
5. Plasa Ostrov (cu 30 de sate).

## Populație
Conform datelor recensământului din 1930 populația județului era de 211.433 de locuitori, dintre care 42,8% turci, 34,2% bulgari, 19,0% români, 1,4% țigani ș.a. Din punct de vedere confesional, populația județului era alcătuită din 54,0% ortodocși, 45,1% musulmani ș.a. La data de 1 iulie 1937, populația aproximativă a județului Durostor era de 230.309 locuitori. În 1930, în județ locuiau 211.439 locuitori, deci sporul natural în 1937 a fost de 18 870 locuitori în timp de 6 ani și jumătate, adică o creștere de 8,9%.

## Materiale documentare

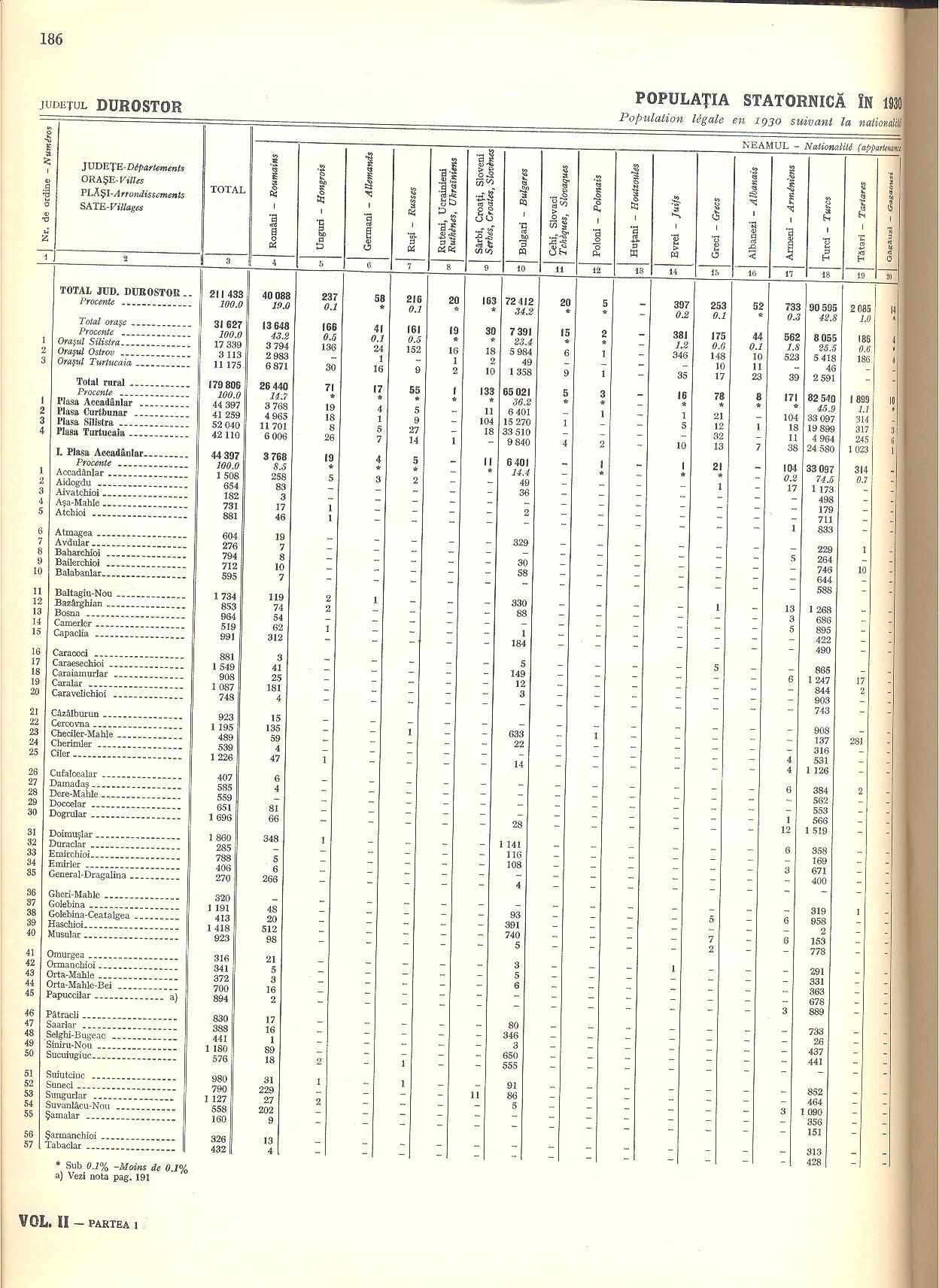
Populația județului în anul 1930, după etnie și limbă maternă
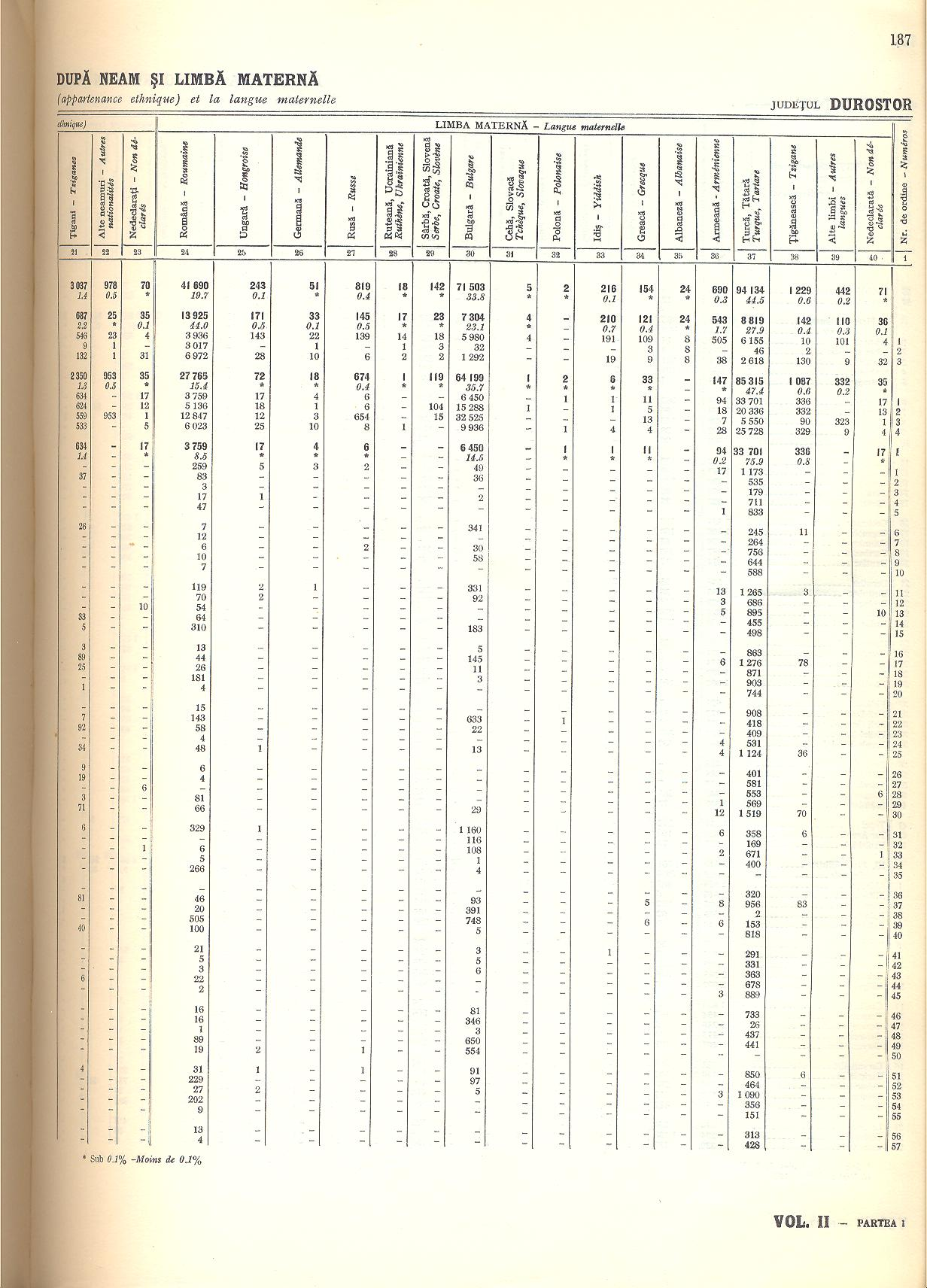
Populația județului în anul 1930, după etnie și limbă maternă
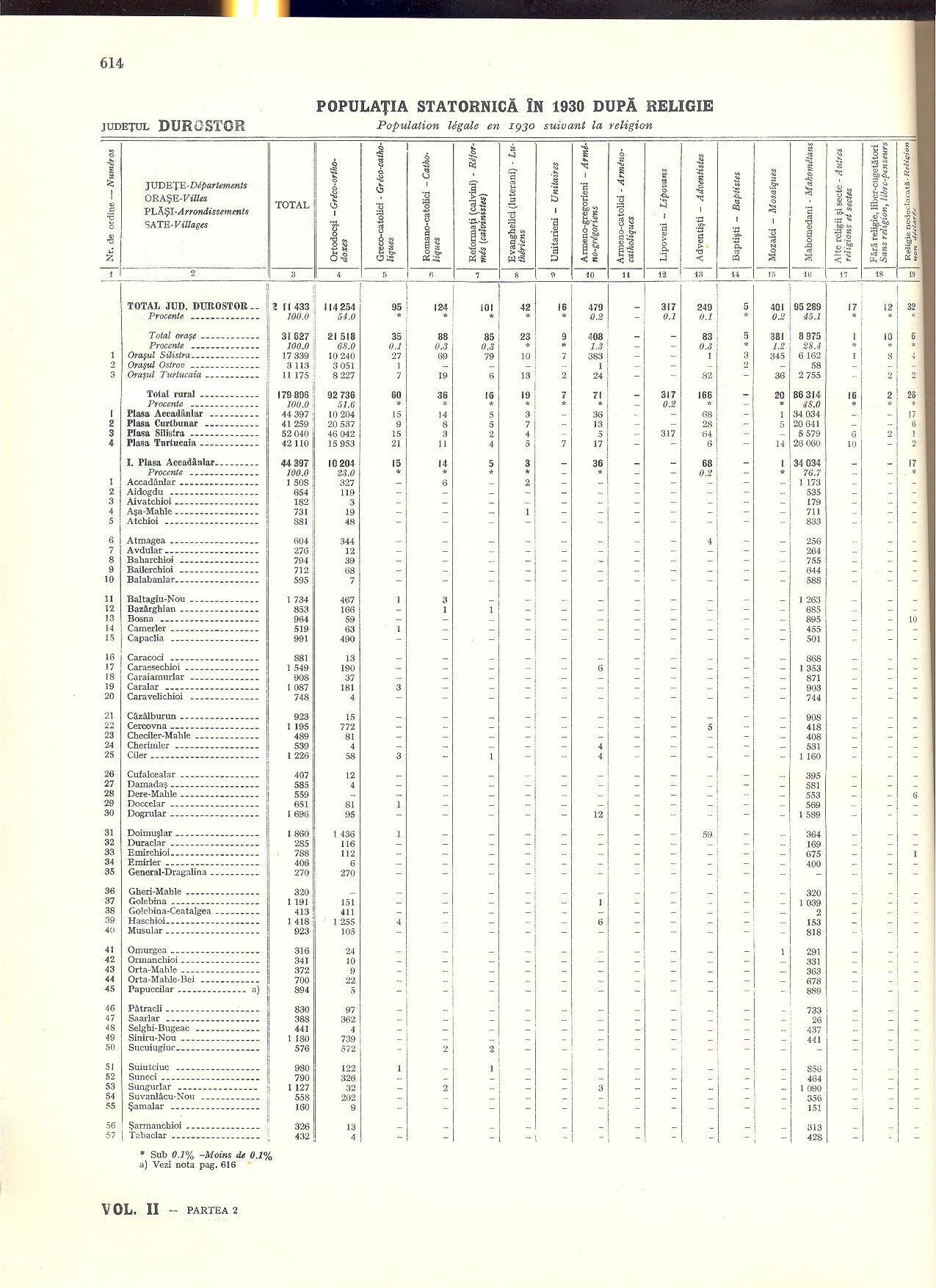
Populația județului în anul 1930, după religie